# 双原子分子

标黄的元素在标准状况下以双原子分子形式存在

雙原子分子指所有由兩個原子組成的分子。雙原子分子內的化學鍵通常是共價鍵。
很多非金屬元素（包括氫、氮、氧、氟、氯、溴、碘等）的單質均是雙原子分子。其他元素（如磷）也可能以雙原子分子構成單質，但這些雙原子分子並不穩定。這些構成單質的雙原子分子稱為同核雙原子分子。其中，氮和氧的同核雙原子分子佔地球大氣層成份的 99%。
以雙原子分子存在的化合物包括一氧化碳、一氧化氮、氯化氫等。這些雙原子分子稱為異核雙原子分子。

## 金属元素和其他非金屬元素的双原子分子
金属元素和其他非金屬元素在气态可能是双原子分子，但較罕見。 例子有鋰（Li2）、氖（Ne2）、钠（Na2）、磷（P2）、硫（S2）、氬（Ar2）、鉻（Cr2）、銣（Rb2）、钼（Mo2）、钨（W2）、砹（At2）和鈾（U2）。
其中，钼和钨的双原子分子是以六重键存在。